# Siegharting (Samerberg)

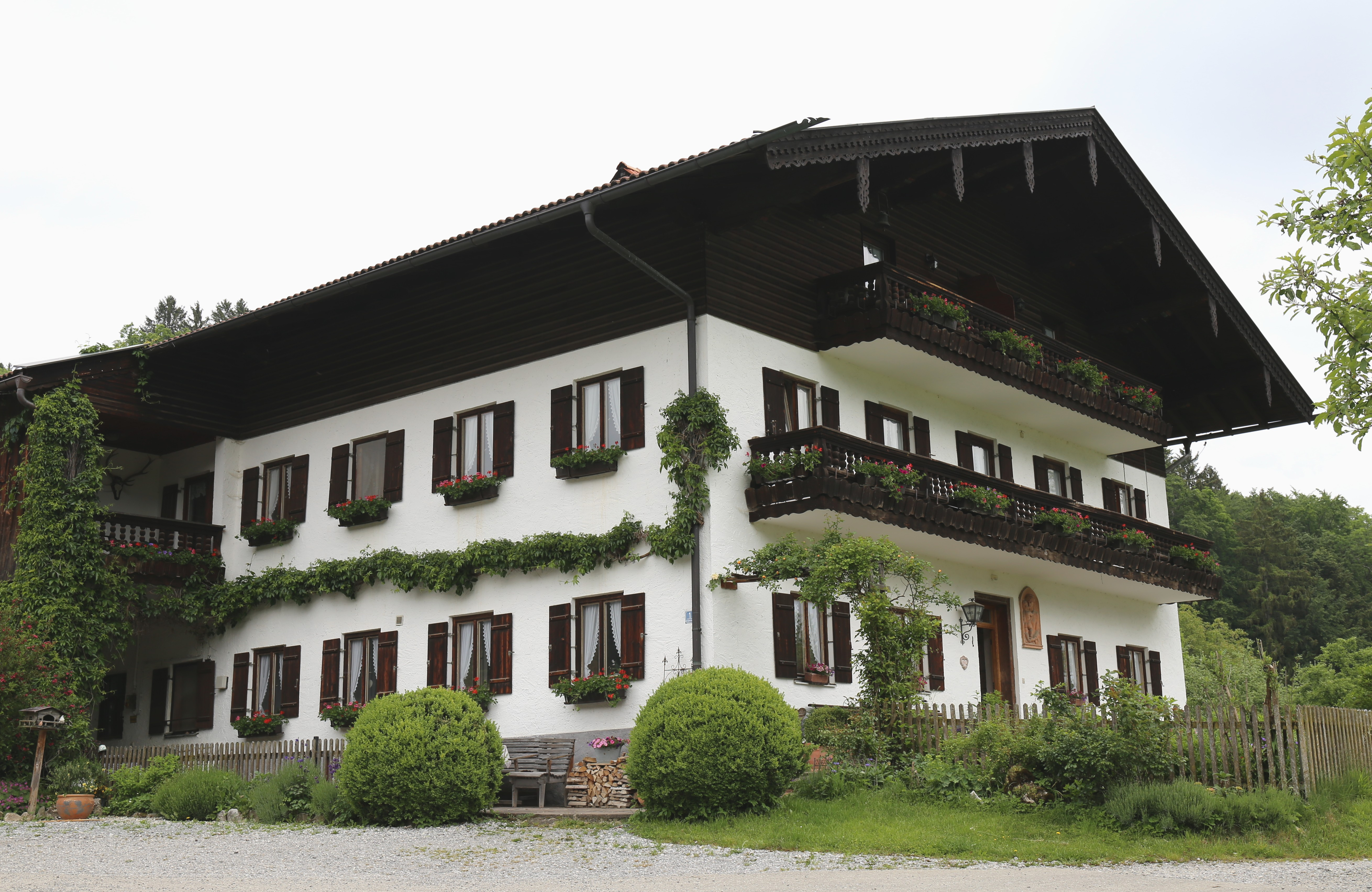
Siegharting 1

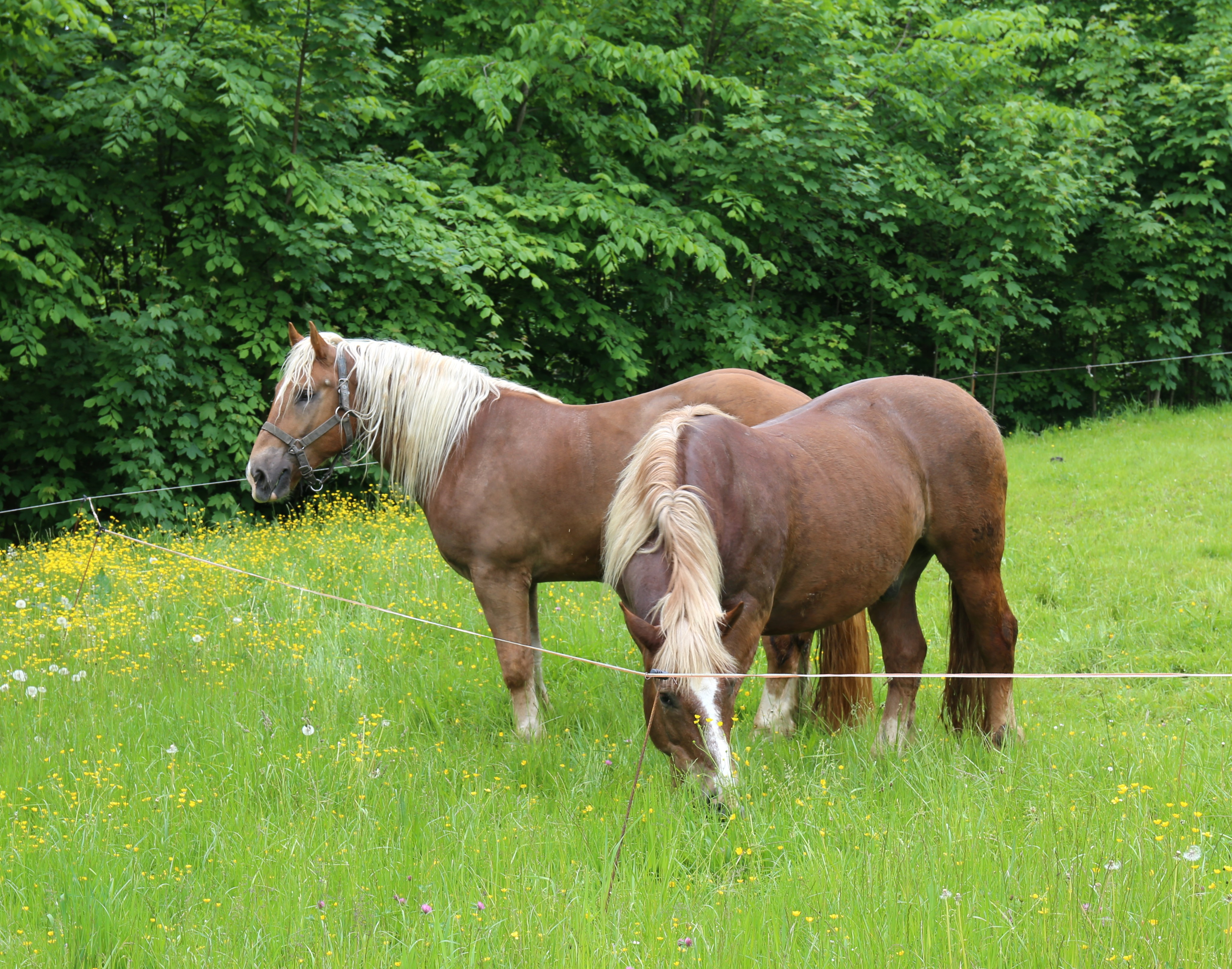
Bewohner von Siegharting

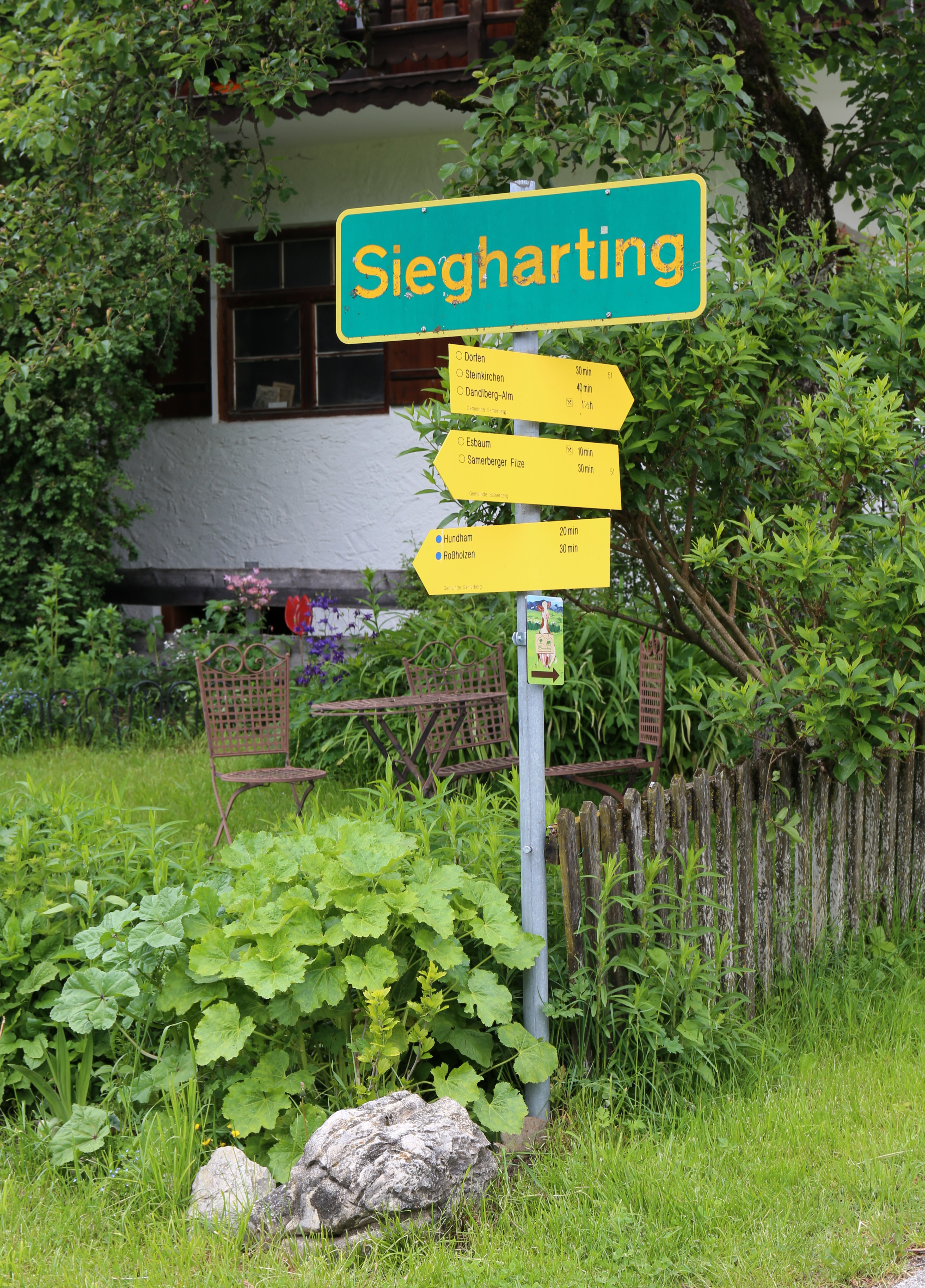
Ortsschild

Siegharting ist ein Ortsteil der Gemeinde Samerberg im oberbayerischen Landkreis Rosenheim und hat zehn Einwohner (Stand: 6. Mai 2016).

## Geographie

### Geographische Lage
Der Ort liegt südwestlich des Gemeindesitzes in Törwang auf einer Höhe von bis 692 m ü. NHN. Im Norden grenzt Siegharting an Dorfen, im Südosten an Eßbaum.

### Nachbarortsteile
| Taxa    | Dorfen, Steinkirchen                        |             |
|         | Kompassrose, die auf Nachbargemeinden zeigt | Bogenhausen |
| Hundham | Weyer am Graben                             | Eßbaum      |

## Geschichte
Die belegbare Geschichte des Ortsteils geht bis in das Jahr 1312 zurück.

„Wolfker von Klammenstein schenkte 1312 dem Kloster Altenhohenau «sein Eigen zu Syghartingen».“

Um das Jahr 1500 bestand Siegharting aus den Gütern Adler und Glas.
Das Gut Glas wurde Ende des 19. Jahrhunderts abgebrochen und Teile des Grundstücks an die Nachbarortsteile Eßbaum und Dorfen sowie das benachbarte Gut abgetreten.
Das Gut Adler gehört heute der Familie Stuffer, die 1755 durch Heirat das Gut übernahm.
Der Ortsteil besteht heute aus dem Haupthaus einschließlich Stallung, zwei Wohnhäusern und einem Nebengebäude.

### Ortsname
Der Ortsname setzt sich aus dem Personennamen Sigihart und der Endsilbe -ing zusammen.

### Gemeindezugehörigkeit
Sieharting gehörte bis 1969 zur Gemeinde Steinkirchen. In diesem Jahr entschieden sich in einer Volksbefragung 88 Prozent der Wähler in den vier bisher selbständigen Gemeinden Steinkirchen, Roßholzen, Grainbach und Törwang für einen Zusammenschluss. Am 1. Januar 1970 wurde die neue Gemeinde „Samerberg“ mit Sitz in Törwang gebildet, der die 78 Orte der vier ehemaligen Gemeinden angehören.

### Einwohnerentwicklung
| Jahr      | 1824 | 2016 |
| --------- | ---- | ---- |
| Familien  | 2    | 2    |
| Häuser    | 2    | 2    |
| Einwohner | 15   | 10   |

## Wirtschaft und Infrastruktur

### Unternehmen
Auf dem Adlerhof werden von der Familie Stuffer ca. 25 Kühe zur Milcherzeugung im Nebenerwerb gehalten. Man ist der Bergader Privatkäserei angeschlossen, Michael Stuffer Senior ist zudem Markenbotschafter der Bergader Bergbauern.
Des Weiteren betreibt die Familie im Haupthaus eine Ferienwohnung.

### Verkehr
Der Ortsteil Siegharting ist über die Kreisstraße RO 9 von Höhenmoos nach Breiten zu erreichen. Aus Süden führt in der Ortsdurchfahrt Eßbaum eine asphaltierte einspurige Straße, aus Norden ein nur teilweise asphaltierter Waldweg von Dorfen nach Siegharting.